# 어맨다 월시

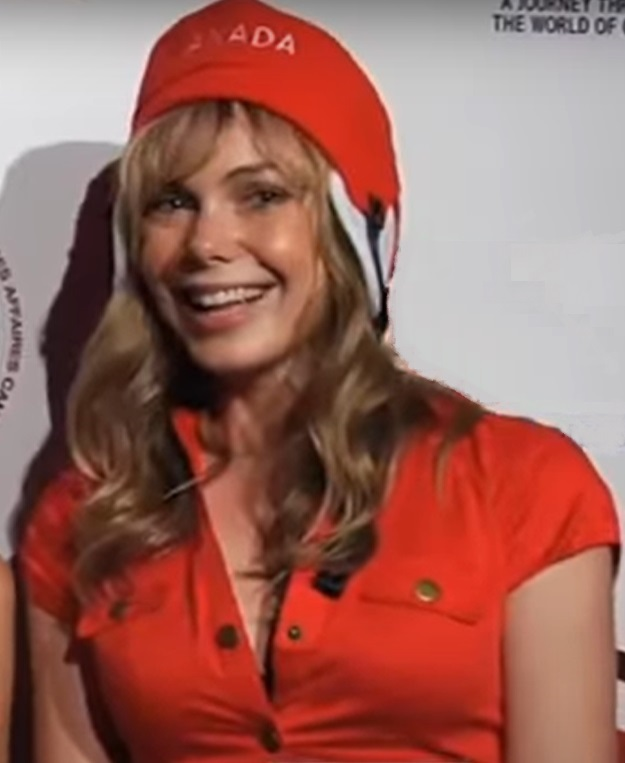
Amanda Walsh (2011)

어맨다 월시(영어: Amanda Walsh, 1982년 10월 3일 ~ )는 캐나다의 배우이다. 퀘벡주  출신으로 시트콤 《빅뱅 이론》의 파일럿에서 페니 역으로 내정되었으나, 두 번째 파일럿 에피소드에서 케일리 쿼코로 교체되었다.

## 영화
- 뷰티 앤 더 브리프케이스 (2010년) - 조앤 역
- 고스트 오브 걸프렌즈 패스트 (2009년)
- 위험한 게임: 데드 코드  (2008년)
- 풀 오브 잇 (2007년)
- 섹스 앤 데스 (2007년)
- 디스터비아 (2007년) - 미니 타이코 역
- 벽 (2001년)